# Juliusz Kaczorowski
Juliusz Ludwik Zygmunt Kaczorowski (ur. 16 lutego 1909 w Rzeszowie, zm. 18 maja 1988) – polski duchowny rzymskokatolicki.

## Życiorys
Juliusz Ludwik Zygmunt Kaczorowski urodził się 16 lutego 1909 w Rzeszowie. Jego matka Maria była kasjerką kolejową, a ojciec był adjunktem (zmarł przed 1922). Miał brata Henryka Antoniego (ur. 1912).
Uczył się w II Państwowym Gimnazjum w Rzeszowie. W 1927 zdał egzamin dojrzałości w Państwowym Gimnazjum im. Królowej Zofii w Sanoku (w jego klasie byli m.in. Marian Musiał, Józef Pudełko). Został absolwentem seminarium duchownego we Lwowie oraz ukończył studia na Wydziale Teologicznym Uniwersytetu Jana Kazimierza we Lwowie. W 1932 otrzymał święcenia prezbiteratu. Następnie jako duchowny archidiecezji lwowskiej w latach 30. posługiwał jako wikariusz i katecheta w Stanisławowie do końca istnienia II Rzeczypospolitej w 1939.
Po wybuchu II wojny światowej, kampanii wrześniowej i agresji ZSRR na Polskę z 17 września 1939 został aresztowany przez Sowietów w 1940 podczas próby przejście przez granicę z Rumunią. Był sądzony w Pryłukach. 19 sierpnia 1940 został skazany za kontrrewolucję na karę pięciu lat pobytu w obozie pracy przymusowej. Następnie został zesłany do obozu Workutłag w Workucie. Około 1940/1941 przebywał w łagrze Pot’ma koło Uchty, później w łagrze Kniaź-Pohost (był tam także ks. Adolf Krzywicki).
Na mocy układu Sikorski-Majski z 30 lipca 1941 odzyskał wolność w lutym 1942. Zgłosił się do formowanej Armii Polskiej w ZSRR gen. Władysława Andersa i w jej szeregach został kapelanem. Po ewakuacji armii do Iranu w 1943 pełnił funkcję spowiednika w obozie polskich uchodźców w Teheranie, później w klinice medycznej. Wraz z 2 Korpusem Polskim przebył szlak przez Bliski Wschód do Włoch. Brał udział w kampanii włoskiej, w tym w walkach w bitwie o Monte Cassino jako kapelan 31 Kompanii Sanitarnej.
Po zakończeniu wojny pozostał na emigracji w Wielkiej Brytanii i posługiwał w tamtejszych parafiach. W 1947 pracował w Hardwick, a od 1948 w Forest Town. Od 1948 do 1962 sprawował funkcję prałata proboszcza Polskiej Parafii w Mansfield i okolicy. W 1958 zamieszkiwał przy Z. Spencer Street w Chesterfield. W 1962 przeniósł się do Loughborough. Otrzymał tytuł kanonika. Przeszedł na emeryturę w 1984.
Zmarł 18 maja 1988. Został pochowany na cmentarzu Laxton Hall.

## Odznaczenia
- Złoty Krzyż Zasługi (11 listopada 1967)[15]
- Srebrny Krzyż Zasługi z Mieczami[10]
- Krzyż Pamiątkowy Monte Cassino nr 43171[10]
- Medal Wojska[10]